# セントラルサイエンス

バラバンとクラインが提起した科学の順序

ザ・セントラルサイエンス（the central science）というのは、化学の呼称のひとつで、自然科学の中での化学の位置や重要性を示すためのものである。
（英語圏で）化学がしばしばthe central scienceと呼ばれるのはそれが自然科学を結びつける役割を果たしているからである。ここで言う自然科学には化学自体の他に生命科学や、医学・工学のような応用科学が含まれる。この関係がどういうものであるかは化学の哲学及び科学計量学の主な議題の一つである。このセントラルサイエンスという言葉は、セオドア・L・ブラウンおよびH・ユージンが書いた、1977年初版で2011年までに12版を数える教科書Chemistry: The Central Science（『化学: ザ・セントラルサイエンス』）で使われたため人々の間に広まった。
化学が中心的な役割を果たしていることはオーギュスト・コントによる科学の体系的・階層的な分類に見出せる。その分類では各分野が、後続の領域の より一般的な枠組みを提供している(数学 → 天文学 → 物理学 → 化学 → 医学・生理学 → 社会科学)。より最近になってバラバンとクラインが科学の順序を示す図式を提案した。その図式の中で化学は重要な分岐点に位置するため「セントラルサイエンス」だと言える。ただし、こういった結びつきを形成する中で、より下流に位置する分野は上流に位置する分野に完全には還元できない。より上流に位置する科学の分野には存在しない概念やアイディアを下流の分野が有することが知られている。
原子、陽子、電子といった粒子や、粒子の運動とみなされる熱運動などを支配する物理学的法則の理解の上にこそ化学は構築される。しかし、化学は「量子力学に完全に『還元』する」のは不可能であることが示されている。元素の周期性や化学における化学結合といった概念は物理学的に定義された根底をなしている力以上のものである。
同様に、生命を担う機構が分子より成るにもかかわらず、生物学は完全には化学に還元できない。例えば、進化の機構は生物において遺伝を担っているDNAの塩基対のレベルでの突然変異であると理解することで、進化の機構は化学の術語で記述されうる。しかし化学では進化の過程を完全に記述することはできない、というのは化学には、進化の制御を担う自然選択の概念が含まれていないからである。科学が生物の基盤になるというのは、生物を構成する分子を研究・理解する方法論を化学が提供するからである。
化学により形成される結びつきは複数の科学的分野の概念を使用する下位分野を通じて形成される。化学と物理学はどちらも物理化学、核化学、理論化学の領域で必要とされる。化学と生物学は生化学、医薬品化学、分子生物学、ケミカルバイオロジー、分子遺伝学、免疫化学といった領域で交差する。化学と地球科学は地球化学や水文学といった領域で交差する。